# Полянки (Ростовская область)
Поля́нки — посёлок в Целинском районе Ростовской области.
Входит в состав Кировского сельского поселения.

## История
В 1987 году указом Президиума Верховного Совета РСФСР поселку четвёртого отделения конезавода им. Кирова присвоено наименование Полянки.

## Население
| 2010 |
| ---- |
| 109  |

## Улицы
В посёлке имеется одна улица — Степная.